# Paeonia mairei
Paeonia mairei är en pionväxtart som beskrevs av H. Lév.. Paeonia mairei ingår i släktet pioner, och familjen pionväxter. Inga underarter finns listade i Catalogue of Life.

## Bildgalleri

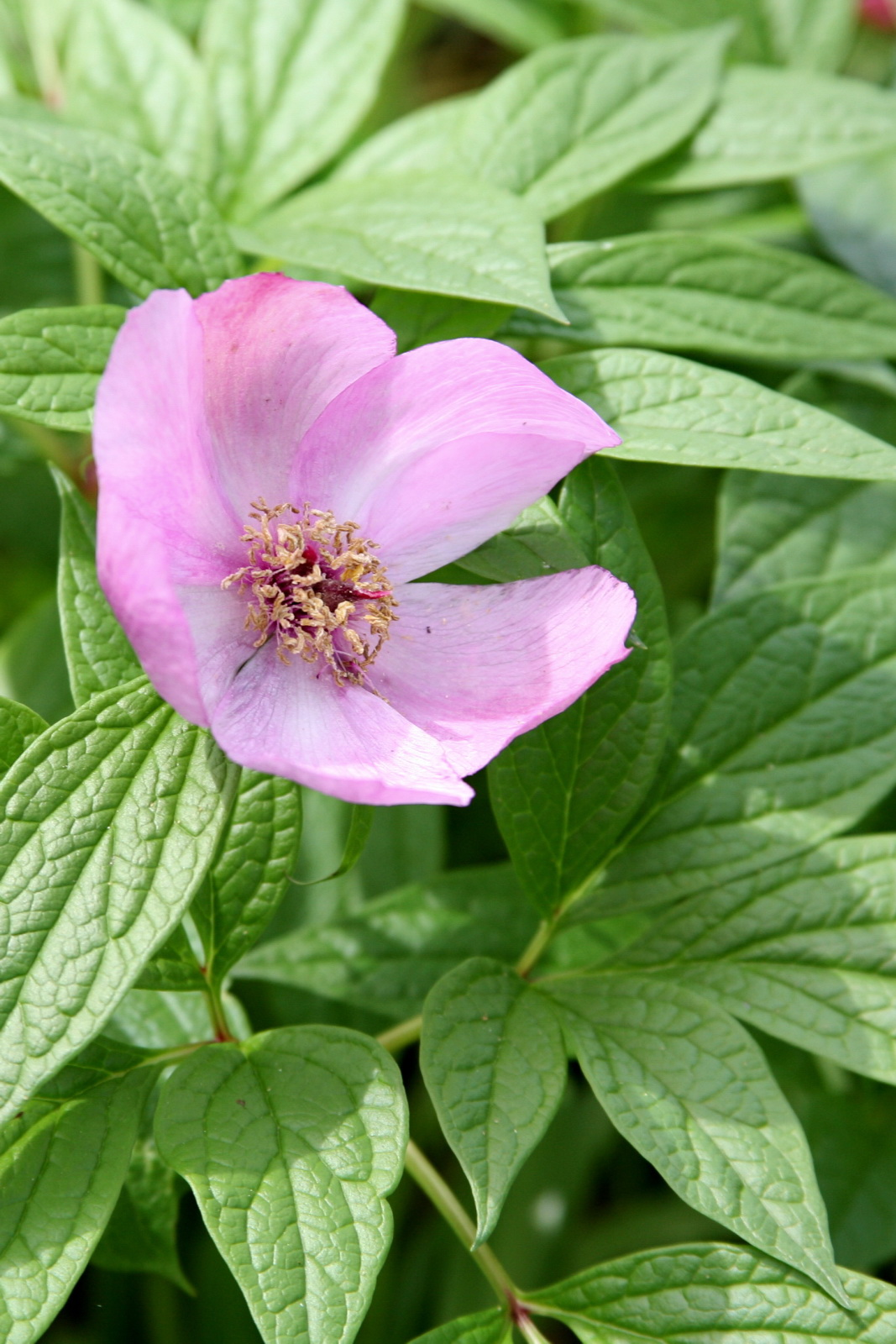